# Jens Bahre
Jens Bahre (* 24. Oktober 1945 in Unterloquitz; † 2. März 2007 in Berlin) war ein deutscher Journalist und Autor von Kinderbüchern, Romanen und Kriminalromanen. 

## Leben
Bahre hat Journalistik studiert. Sein erstes Kinderbuch, Regen im Gesicht, erschien 1976. Er schrieb acht Kriminalromane, wovon Auskünfte in Blindenschrift 1983 in der TV-Serie Polizeiruf 110 verfilmt wurde. 
Seine Bücher wurden ins Ungarische, Dänische, Französische, Polnische und Slowakische übersetzt.
Bahre starb infolge eines Herzinfarkts.

## Werke (Auswahl)
Kinder- und Jugendbücher
- Regen im Gesicht. Neun Geschichten. Verlag das neue Leben, Berlin 1976.
- Der Dicke und ich. 4. Aufl. Kinderbuchverlag, Berlin 1985.
- Benjamin. Verlag das neue Leben, Berlin 1977.
- Nicky oder die Liebe einer Königin. 1978, 6. Aufl. Kinderbuchverlag, Berlin 1988.

Kriminalromane
- Der stumme Richter. Psychogramm eines Mörders. Verlag das neue Leben, Berlin 1979.
- Auskünfte in Blindenschrift. 1983.
- Der Mörder macht Eintopf. Kriminalerzählungen. Verlag das neue Leben, Berlin 1984.
- Der blinde Zeuge. Kriminalroman. Mitteldeutscher Verlag, Halle 1987, ISBN 3-354-00142-9.
- Wir armen, armen Mörder. Erzählungen Verlag das neue Leben, Berlin 1988, ISBN 3-360-00153-2.
- Mord im Nebel. Kriminalroman. Mitteldeutscher Verlag, Halle 1990.
- Blauauge oder die Blindheit der Tauben. Kriminalroman. Bastei-Lübbe, Bergisch Gladbach 1994, ISBN 3-404-19584-1.

Romane
- Julie im Windhaus. Roman. Bastei-Lübbe, Bergisch Gladbach 1995, ISBN 3-404-18218-9.
- Die Sekte. Roman. Bastei-Lübbe, Bergisch Gladbach 1995, ISBN 3-404-13660-8.
- Barfuß im Paradies. Roman. Bastei-Lübbe, Bergisch Gladbach 1996, ISBN 3-404-18223-5.
- Das Consortium. Roman. Ullstein, München 2000, ISBN 3-550-08315-7.

## Verfilmungen (Auswahl)
- Der Dicke und ich, 1981